# دانيال غيوديس دا سيلفا
دانيال غيوديس دا سيلفا (بالبرتغالية: Daniel Guedes‏) (2 أبريل 1994 في البرازيل - ) هو لاعب كرة قدم برازيلي في مركز الدفاع. لعب مع نادي سانتوس.

## روابط خارجية
- دانيال غيوديس دا سيلفا على موقع قاعدة بيانات كرة القدم.إي يو (الإنجليزية)
- دانيال غيوديس دا سيلفا على موقع Soccerway.com (الإنجليزية)